# Deutscher Visierhelm

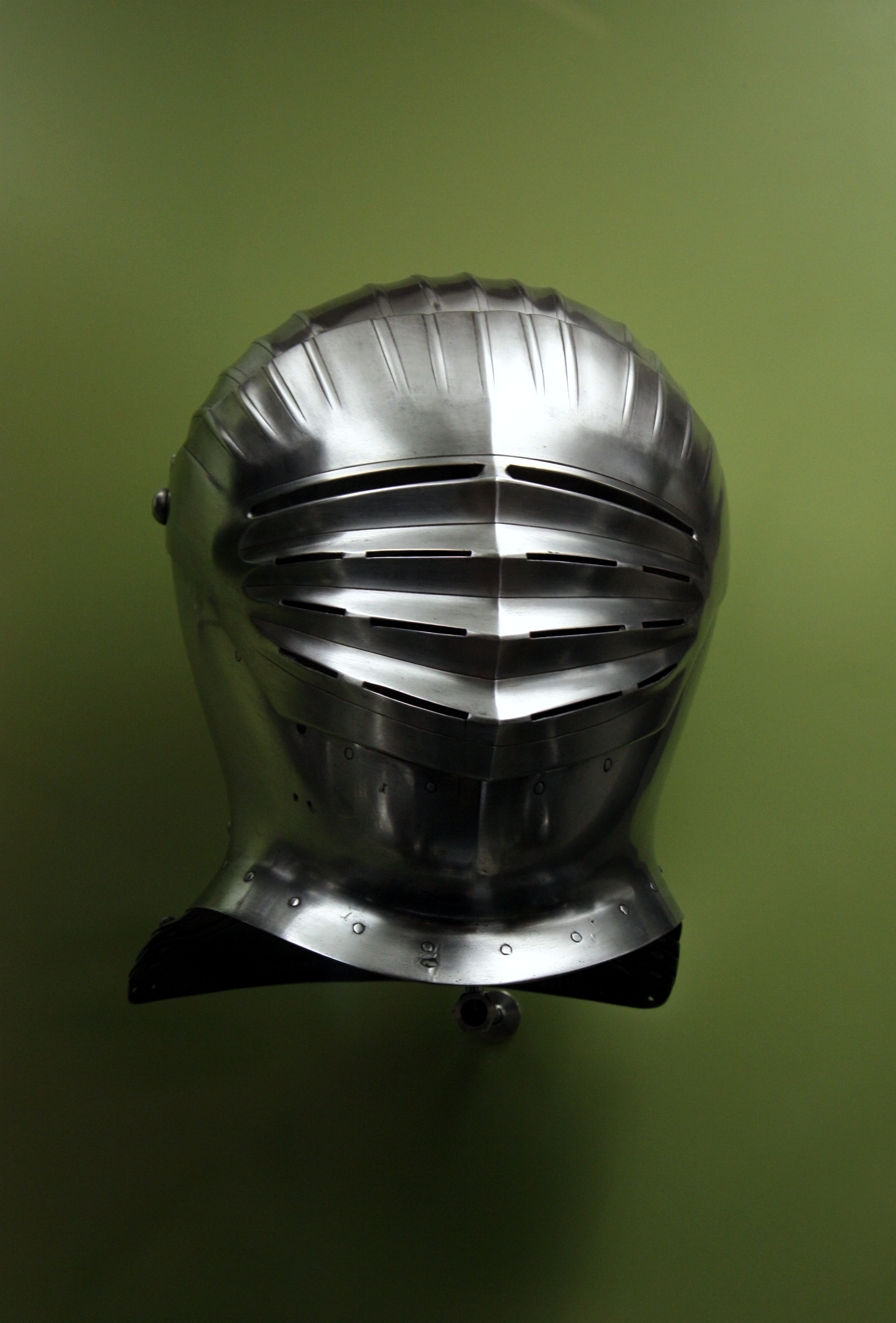
Deutscher Visierhelm

Ein Deutscher Visierhelm ist ein Helmtyp aus dem frühen 16. Jahrhundert. 
Es ist ein bis zum Halsansatz reichender Helm mit kurzem, geschobenem Nackenschutz. Der Deutsche Visierhelm ist eine Mischform und Weiterentwicklung aus italienischem Armet und deutscher Schaller und wurde zum Riefelharnisch getragen. Er kann als einfacher Visierhelm gearbeitet sein, aber auch als sogenannter Larvenhelm, der ein menschliches Gesicht nachbildet.